# Ołeksandr Kasjan
Ołeksandr Jurijowycz Kasjan, ukr. Олександр Юрійович Кас'ян (ur. 27 stycznia 1989 roku we wsi Biezymianne, w obwodzie donieckim) – ukraiński piłkarz, grający na pozycji napastnika.

## Kariera piłkarska

### Kariera klubowa
Wychowanek Akademii Piłkarskiej Szachtara Donieck. W 2006 debiutował w trzeciej drużynie Szachtara. W lipcu 2008 został wypożyczony do Illicziwca Mariupol, a 1 lipca 2009 debiutował w podstawowej jedenastce w meczu Mistrzostw Ukrainy przeciwko Zakarpattia Użhorod. W czerwcu 2010 zmienił klub na Zorią Ługańsk. W czerwcu 2011 ponownie został wypożyczony, tym razem do Illicziwca Mariupol, w którym rok wcześniej występował. Po spowodowaniu wypadku samochodowego, w którym zostali poszkodowani ludzie, 18 października 2011 został skreślony z listy piłkarzy klubu. W lutym 2012 podpisał 4-letni kontrakt z Karpatami Lwów. 27 lutego 2013 został wypożyczony do rosyjskiego Tomu Tomsk, a w sierpniu 2013 do Chimik Dzierżyńsk. 29 września 2014 klub wykupił transfer piłkarza. Latem 2015 przeszedł do Fakiełu Woroneż. 29 lipca 2016 wrócił do Tomu Tomsk, a 1 lutego 2017 znów zasilił skład Fakiełu Woroneż. W czerwcu 2017 przeniósł się do Bałtiki Kaliningrad. 18 czerwca 2018 zmienił klub na Awangard Kursk.

### Kariera reprezentacyjna
W 2005 występował w reprezentacji Ukrainy U-17. Od 2009 bronił barw młodzieżowej reprezentacji Ukrainy.